# Balella
Balella is een geslacht van neteldieren uit de familie van de Balellidae.

## Soort
- Balella mirabilis (Nutting, 1906)